# Escuminac Flats
Escuminac Flats est un village du Québec faisant partie de la municipalité d'Escuminac dans la MRC d'Avignon en Gaspésie–Îles-de-la-Madeleine.

### Source en ligne
- Commission de toponymie du Québec